# Радевци
Радевци е село в Северна България. То се намира в община Трявна, област Габрово.

## География
Село Радевци се намира в планински район, с жп спирка по презбалканската линия от Стара Загора до Горна Оряховица/Русе, на 6-7 минути от Плачковци по жп линията.

## История
Преди са съществували:
- Народно първоначално училище „Кирил и Методий“ – с. Радевци
- Народно читалище „Зора“ – с. Радевци